# Tylenchorhynchus
Tylenchorhynchus är ett släkte av rundmaskar. Enligt Catalogue of Life ingår Tylenchorhynchus i familjen Belonolaimidae, men enligt Dyntaxa är tillhörigheten istället familjen Dolichodoridae.
Kladogram enligt Catalogue of Life och Dyntaxa:
| Tylenchorhynchus | \| \| Tylenchorhynchus dubius \| \| \| \| \| \| Tylenchorhynchus maximus \| \| \| \| |
|                  | \| \| Tylenchorhynchus dubius \| \| \| \| \| \| Tylenchorhynchus maximus \| \| \| \| |
|                  | Geocenamus                                                                           |
|                  |                                                                                      |
|                  | Morulaimus                                                                           |
|                  |                                                                                      |
|                  | Quinisculcius                                                                        |
|                  |                                                                                      |
|                  | Tylenchorhynchus dubius                                                              |
|                  |                                                                                      |
|                  | Tylenchorhynchus maximus                                                             |
|                  |                                                                                      |

|  | Tylenchorhynchus dubius  |
|  |                          |
|  | Tylenchorhynchus maximus |
|  |                          |